# Toogoom
Toogoom är en ort i Australien. Den ligger i kommunen Fraser Coast och delstaten Queensland, omkring 250 kilometer norr om delstatshuvudstaden Brisbane. Antalet invånare är 992.
Närmaste större samhälle är Urraween, omkring 14 kilometer öster om Toogoom.
I omgivningarna runt Toogoom växer huvudsakligen savannskog. Runt Toogoom är det glesbefolkat, med 20 invånare per kvadratkilometer. Genomsnittlig årsnederbörd är 1 350 millimeter. Den regnigaste månaden är mars, med i genomsnitt 291 mm nederbörd, och den torraste är september, med 21 mm nederbörd.